# Эрландер, Таге Фритьоф
Таге Фритьоф Эрландер (швед. Tage Fritiof Erlander; 13 июня 1901, Рансетер, лен Вермланд, Швеция — 21 июня 1985, Худдинге, лен Стокгольм, Швеция) — шведский политик, премьер-министр Швеции и лидер Социал-демократической партии Швеции с 11 октября 1946 по 14 октября 1969 года. Поставил рекорд по беспрерывному пребыванию на посту премьер-министра демократической страны — 23 года и 3 дня.
Считается основоположником «шведского социализма».

## Биография

### Ранние годы
Родился в семье школьного учителя. По линии одной из бабушек происходил из лесных финнов провинции Саво.
В 1928 году окончил университет Лунда, в котором изучал политологию и экономику, а также участвовал в радикальных выступлениях студентов-марксистов. Затем отслужил обязательную военную службу в корпусе связи. В 1929—1938 годах входил в редакционный совет энциклопедии Svensk Upplagsbok. В 1930 году женился на Айне Андерссон. В том же году был избран от социал-демократов в муниципальный совет Лунда, в 1932 году — в риксдаг.
В 1938 году стал государственным секретарём (статс-секретарём) Министерства социальных дел. В этом качестве был ответственен за создание лагерей для интернированных в Швеции во время Второй мировой войны. В этих лагерях, существование которых было засекречено для шведской общественности, содержались инакомыслящие (в частности, коммунисты и сочувствующие Советскому Союзу), германские беженцы, а также представители различных этнических меньшинств; «шведские кочевники» (ветвь цыганского народа) были подвергнуты регистрации. В 1944 году вошёл в кабинет министров как министр без портфеля, в 1945 году стал министром образования.

### Премьер-министр
После внезапной смерти премьер-министра страны Пера Альбина Ханссона в 1946 году неожиданно избран его преемником на постах премьер-министра и лидера СДПШ. Большую часть своего премьерского срока Эрландер стоял во главе социал-демократического правительства меньшинства. С 1951 до 1957 года формировал коалиционное правительство с Партией центра Гуннара Хедлунда, с которым Эрландер имел дружеские личные отношения.
Автор словосочетания «сильное общество», обозначающего общество с развитым государственным сектором социальных услуг, базирующемся на налогообложении состоятельных жителей. В 1947 году была проведена налоговая реформа, которая уменьшила налоги на доходы (для граждан с низким доходом), ввела налог на наследство и повысила предельную ставку налога для более высоких налоговых ставок. При этом до 1960-х годов налоги на прибыль в Швеции были ниже, чем в Соединённых Штатах Америки.
В 1946 и 1947 годах были проведены три крупные реформы, которые предусматривали введение базовой пенсии, пособий на детей и пособий по болезни. В качестве центрального органа, предоставляющего субсидированные займы и контроль за арендной платой, был создан Национальный совет по жилищному строительству, в то время как Национальный совет по вопросам рынка труда координировал национализированные местные бюро по трудоустройству и надзора за фондами страхования по безработице, финансируемыми профсоюзами, но субсидируемыми государством. В 1950 году был запущен десятилетний экспериментальный период для создания обязательной девятилетней общеобразовательной школы, решение о переходе к которой было окончательно утверждено в 1962 году. На протяжении 1960-х годов были существенно расширены системы высшего и специального профессионального образования. В 1955 году был утверждён закон о медицинском страховании, а в следующем году социал-демократы приняли закон «О социальной помощи».
В период его руководства Швеция приблизилась к государству всеобщего благосостояния, хотя в отличие от большей части европейской социал-демократии, редко прибегала к национализации. На годы его правления приходится экономический подъём Швеции, известный как «рекордные годы», а страна вошла в «Группу десяти».

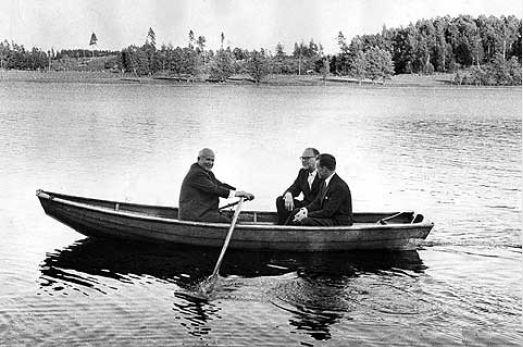
Никита Хрущёв, Таге Эрландер и переводчик на лодке, 1964 год

Во внешней политике Швеция при нём занимала позиции нейтралитета, неприсоединения и невмешательства, первоначально также пытаясь создать союз стран Северной Европы, а затем присоединившись к режиму нераспространения ядерного оружия. При этом происходило наращивание вооружённых сил (шведские военные расходы на душу населения в мире уступали лишь значениям соответствующего показателя в США, Советском Союзе и Израиле), что сделало ВВС Швеции третьими по величине в мире.
Вместе с тем, многими современниками подвергался критике и обвинениям в коррупции и злоупотреблении его соратниками властью.

### На пенсии
На всеобщих выборах 1968 года завоевал свою седьмую и самую успешную электоральную победу, приведя социал-демократов к абсолютному большинству голосов избирателей и мест в нижней палате. В следующем, 1969, году подал в отставку с постов премьер-министра и лидера СДПШ в пользу своего политического ученика и протеже Улофа Пальме, занимавшего более левые позиции, но во многом продолжавшего политику Эрландера. После отставки опубликовал в 1972—1982 годах мемуары в 6 томах. Его сын, математик Свен Эрландер, с 2001 года издавал дневники отца.